# Lavamalerei
Lavamalerei, auch Emailmalerei auf Lava, französisch peinture émaillée sur lave oder émaillage sur lave, ist eine vor allem im 19. Jahrhundert angewandte Form von Emailmalerei auf Lava-Platten.

## Geschichte
Zu Beginn des 19. Jahrhunderts wurden in den Steinbrüchen von Volvic Lavaplatten (pierre de Volvic) produziert, die, gefördert durch Gaspard de Chabrol, vor allem zur Pflasterung von Straßen und Plätzen in Paris verwendet wurden. Die leichte Schmelzbarkeit dieser Lava, ihre leichte Verglasbarkeit und ihre Porosität ließen vermuten, dass man sie dauerhaft emaillieren könne. Erste Versuche bestätigten diese Vermutung. Die ersten Produkte der Emailmalerei waren Pariser Straßenschilder. 
Der Porzellanmaler Ferdinand Henry Mortelèque, der sich schon seit vielen Jahren mit der Zubereitung und Anwendung der verglasbaren Farben beschäftigte, wurde beauftragt, das beste Verfahren zur dauerhaften Emaillierung der Lava von Volvic zu ermitteln. In kurzer Zeit gelang es ihm, große für die Malerei geeignete Tafeln herstellen zu lassen, die beim Brennen keinerlei Verwerfungserscheinungen zeigten. Ein Prototyp, der Kopf eines Greises in Lebensgröße, wurde auf der Pariser Industrie-Ausstellung 1827 gezeigt und mit einem Preis ausgezeichnet. 
Nachdem Mortelèque das Verfahren für größere Bilder anwendbar gemacht hatte, gestaltete Alexandre Abel de Pujol die Vorderseite eines Seitenaltars in Ste-Élisabeth (Paris) mit Medaillons der Theologischen Tugenden in Lavamalerei.

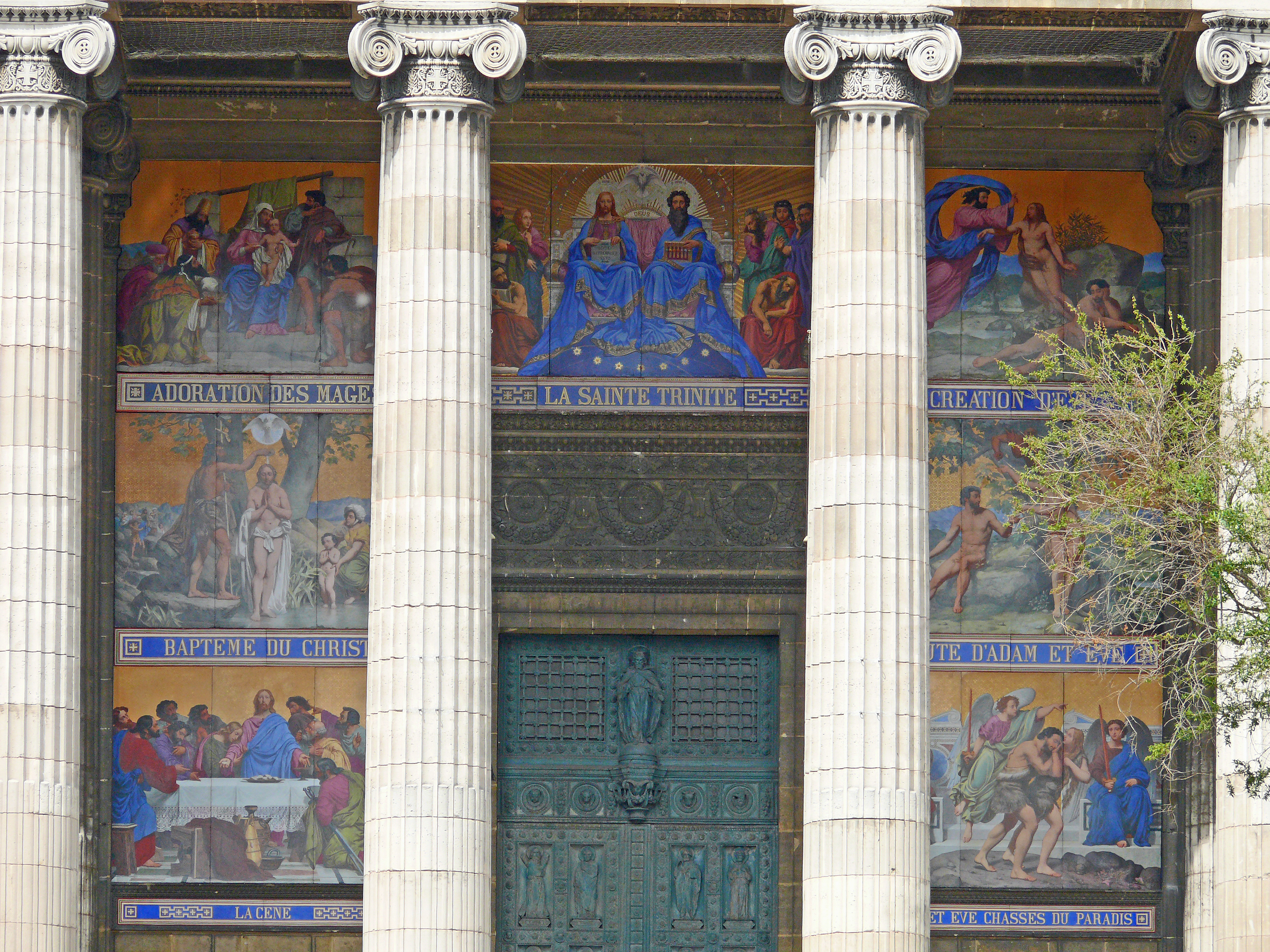
Vorhalle von St-Vincent-de-Paul (Paris)

Ein bedeutender Protagonist dieser neuen Methode für Malereien am Äußeren von Gebäuden, überhaupt in Verbindung mit Architektur, wurde der deutschstämmige Pariser Baumeister Jakob Ignaz Hittorff. Die von ihm projektierte Ausstattung des Portikus von St-Vincent-de-Paul mit von Pierre-Jules Jollivet gemalten Tafeln in Lavamalerei stieß jedoch, auch wegen ihrer Polychromie, auf starke Ablehnung. Die Platten wurden entfernt, eingelagert und erst 2009 bis 2011 nach seinen Originalplänen wieder angebracht.
Hittorf sandte Proben von Lavamalerei an den König von Preußen nach Berlin. Ernst Förster beschrieb Tafeln mit einzelnen Figuren und Arabesken in (neu-)pompejanischem Stil; er pries die Schönheit der Farben, die Leichtigkeit und Bestimmtheit der Behandlung sowie ihre Festigkeit und Dauerhaftigkeit. In Zusammenarbeit mit der Firma Hachette von Ferdinand Mortelèques Schwiegersohn ließ Hittorff runde Tische mit polychromen Platten aus Lavamalerei herstellen, die heute sehr selten sind.
In Berlin gab es Ende der 1840er Jahre eine gewisse Produktion von Lavamalerei. Hier verwendete man vulkanisches Gestein aus der Eifel, das zu Platten gesägt wurde, um diese in die Wände eines Bauwerks einfügbar zu machen. Die Lavaplatten wurden mit einer weißen Glasur bedeckt, die sich durch Brennen mit dem Stein auf chemischem Wege verbindet. Die so gewonnene glatte Fläche wurde dann mit Farben aus Metalloxiden bemalt und das Bild wieder durch einmaliges oder wiederholtes Brennen gefestigt. Noch von Ludwig Persius dazu angeregt, befasste sich vor allem August von Kloeber mit der neuen Methode. Er arbeitete zunächst mit der Ofenfabrik Feilner zusammen, dann mit der Berliner Dombauwerkstatt und dem Porzellanmaler Mertins. Es gab Pläne, den Berliner Dom mit Lavamalerei auszuschmücken. Diese wurden zusammen mit dem Entwurf von Friedrich August Stüler nach 1848 aufgegeben. Erhalten haben sich einzelne Probe-Dekorplatten im Museum des Doms.
Als nachteilig galt, dass die Arbeit in Lavamalerei zeitraubend und aufwändig war, die Künstler in der Auswahl ihrer Farben und Ausdrucksweise eingeschränkt waren und die Prozedur des Brennens kostspielig und gefährlich sei.
In der zweiten Hälfte des 19. Jahrhunderts wurde das Verfahren immer weniger angewandt und geriet im künstlerischen Bereich und außerhalb Frankreichs in Vergessenheit. In Frankreich erlebte es eine Renaissance ab 1920 mit der Einführung der von Michelin gesponserten Straßenschilder.
Es wird bis heute zur Herstellung von Schildern und Oberflächen im Küchen- und Sanitärbereich verwendet. Die glasierten Lavaplatten aus Volvic werden dabei unter der Bezeichnung Pyrolave vermarktet.

## Beispiele
- Tympanon der Thesentür der Schlosskirche Wittenberg: Kruzifix zwischen Luther und Melanchthon von August von Kloeber, 1851
- Ikonen für die Alexander-Newski-Gedächtniskirche (Potsdam), August von Kloeber
- Wappen am Königstor (Kaliningrad) (1846), Entwurf von Asmus, Ausführung durch Dombauwerkstatt Berlin[10]

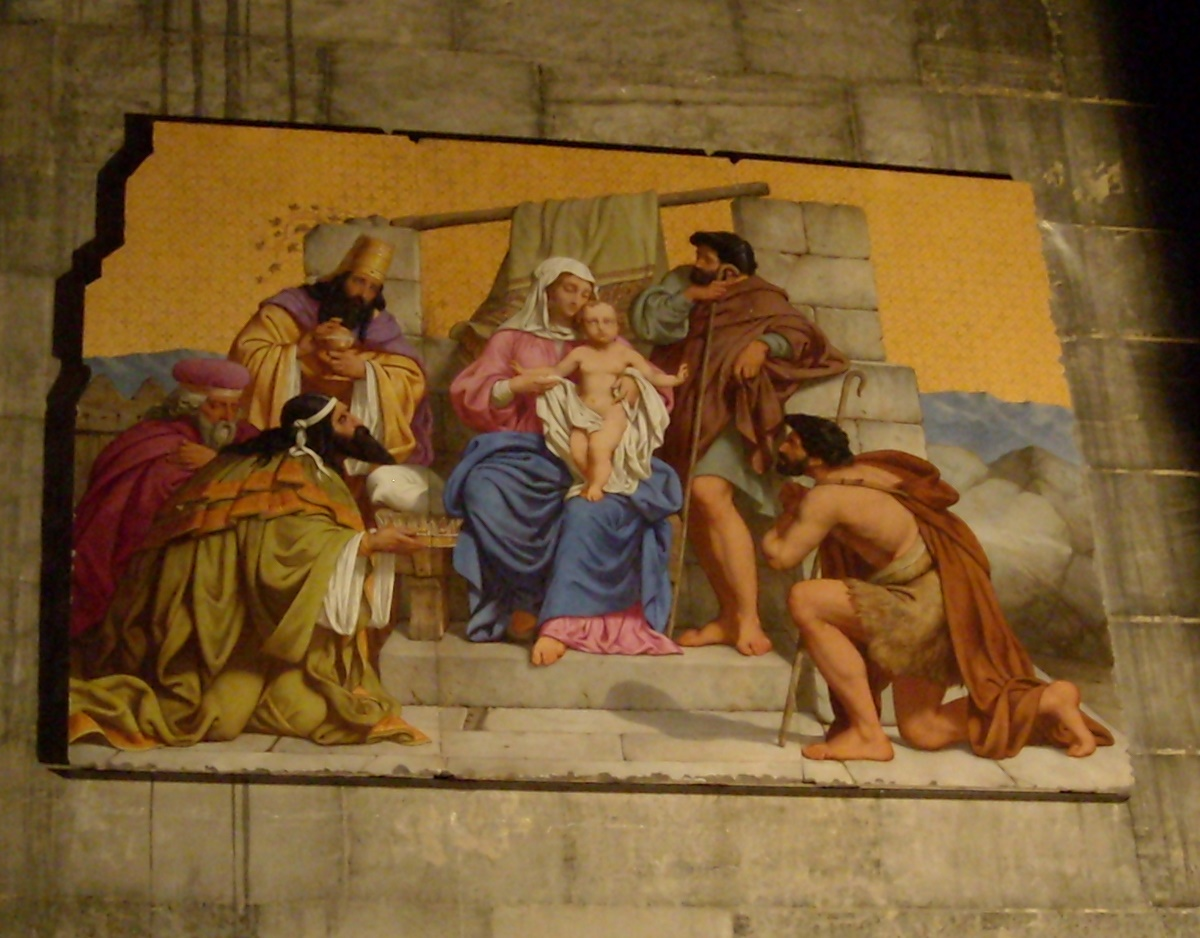
Pierre-Jules Jollivet: Tafel für St-Vincent-de-Paul
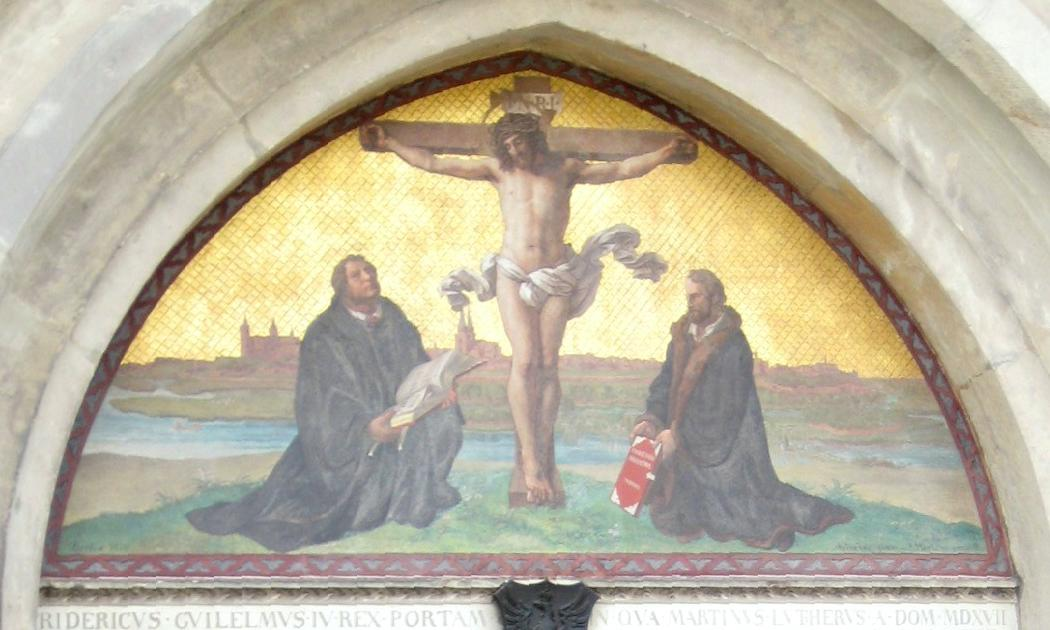
Tympanon der Thesentür der Schlosskirche Wittenberg